# توپخانه کششی

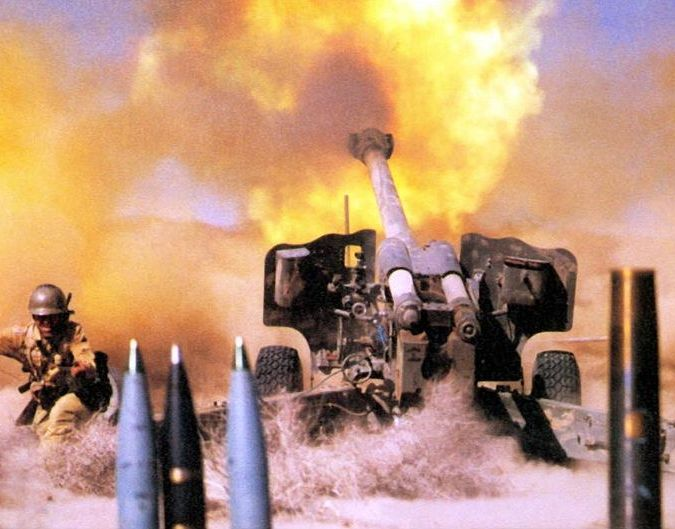
واحد توپخانه ارتش ایران در حال شلیک توپ هویتزر ۱۵۲ میلیمتری دی-۲۰ در خلال جنگ ایران و عراق

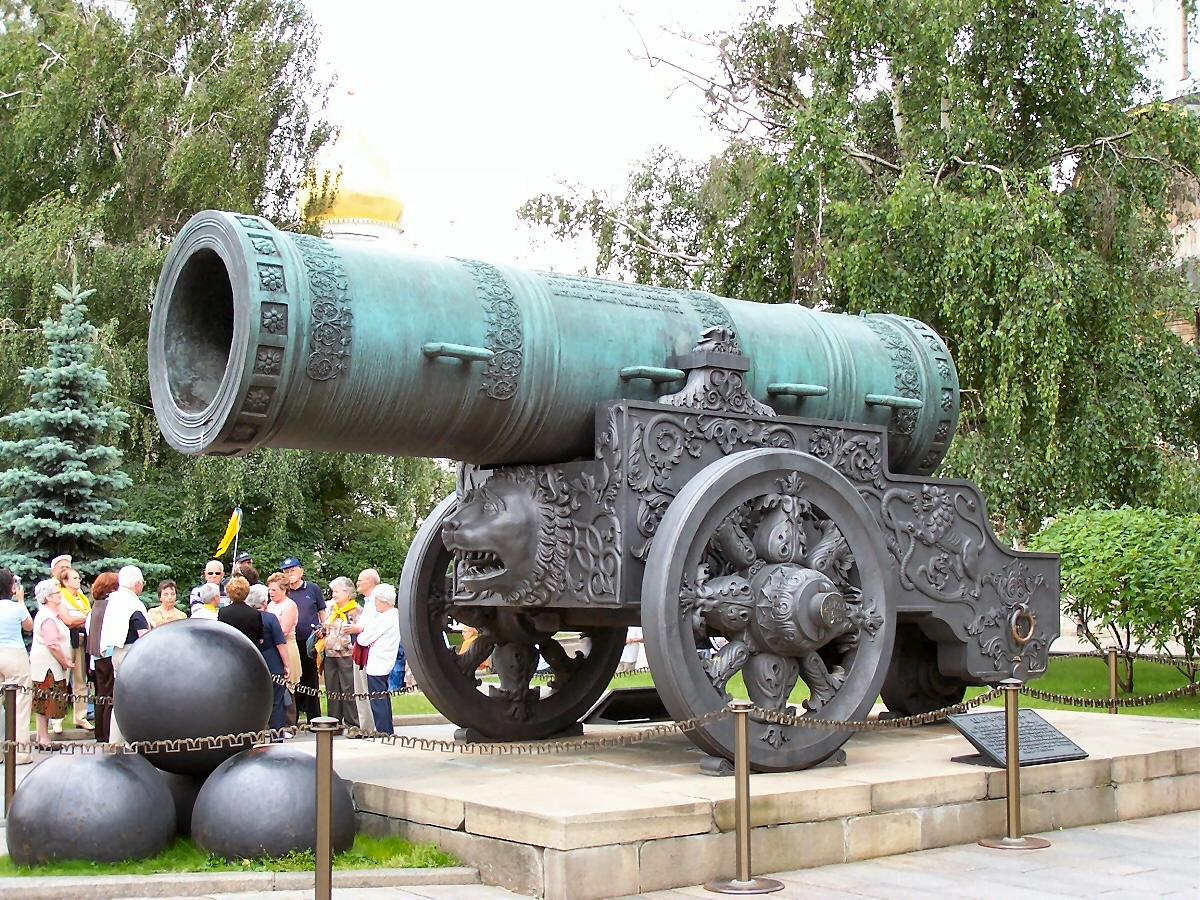
توپ تزار با کالیبر ۸۹۰ میلی‌متری که در سال ۱۵۸۶ در روسیه تولید شد، بزرگترین توپ جنگی دنیاست.

توپخانه کششی به توپ‌های جنگی گفته می‌شود که شامل توپ‌ها (یا هویتزرها)ی خودکششی و توپخانه راکت‌انداز می‌شودریا، که با استفاده از وسائل نقلیه دیگر (مثل کامیون) جابجا می‌شوند.
مزیت کلیدی توپخانه خودکششی بر توپخانه کششی سرعت بسیار بیشتر عملیاتی شدن آن‌هاست. توپ‌های کششی پیش از آن که مورد استفاده قرار گیرند، بایستی خودروی کشنده آن‌ها متوقف شده، و توپ پیاده گردیده و تنظیم گردد. برای تغییر موقعیت هم دوباره بایستی توپ را بر روی خودرو سوار کرده و به محل جدید منتقل کرد. اما توپخانه خودکششی قادر است تا در محل دلخواه توقف کرده و بلافاصله آغاز به شلیک کند و به سرعت به موقعیت جدید نقل مکان کند. این قابلیت به ویژه در جنگ‌های متحرک و به خصوص در هنگام پیشروی مفید است.
در نقطه مقابل تولید و نگهداری توپخانه کششی ارزان‌تر است. وزن آن سبک‌تر است و می‌توان آن را در نقاطی قرار داد که در دسترس توپ‌های خودکششی نیست. از همین رو با وجود مزیت‌های توپ‌های خودکششی هنوز هم بسیاری از ارتش‌های مدرن دنیا زرادخانه‌ای از توپ‌های کششی را در اختیار دارند.

## توپ کششی
توپ کششی نوعی توپ جنگی است که برای حرکت به یک خودرو کشنده دیگر وابسته‌اند. برخلاف توپ‌های خودکششی که از یک سامانه خودرو اختصاصی برای حرکت استفاده می‌کند و برای جابجایی به خودرو دیگری نیاز ندارد. 